# Marty Nothstein
Martin "Marty" Wayne Nothstein (nascido em 10 de fevereiro de 1971) é um ex-ciclista olímpico estadunidense. Representou sua nação nos Jogos Olímpicos de Verão de 1996, Sydney 2000 e Atenas 2004.